# Рамочный анализ
Ра́мочный ана́лиз (англ. Framing analysis) — междисциплинарный метод научного исследования, который используется для анализа того, как люди понимают ситуации и события.
Концепцию в общем случае связывают с работой Ирвинга Гофмана и его книгой Рамочный анализ: Эссе об организации опыта (англ. Frame analysis: An essay on the organization of experience, 1974). Позже эту работу начали применять в теории социального движения, политических и других исследованиях.

## Понятие
Основной термин метода — «framing»(«установление рамок») — ещё не имеет общепринятого определения. Впрочем, большинство западных исследователей сходятся во мнении, что одним из лучших является объяснение Роберта Энтмана, согласно которому английский глагол-термин «to frame» в данном случае означает «выбирать определенные аспекты реальности и делать их более заметными в коммуникативном тексте, популяризируя таким образом определенную трактовку проблемы, интерпретацию её причин, моральную оценку и возможное её решение». И хотя на первый взгляд фрейминг может напоминать agenda setting, и все же между ними есть существенная разница: метод agenda setting предусматривает, что СМИ освещают одни и игнорируют другие события, тогда как фрейминг подразумевает, что СМИ, освещая определенное событие, игнорируют некоторые его стороны, в то же самое время подчеркивая другие.
Рамочный анализ является своеобразным типом нарративного (контент-) анализа, в котором исследователь изучает текст, чтобы идентифицировать «рамки» и выявить риторику журналиста или медиаорганизации, а именно — играет ли их текст политическую роль. В идеале такой анализ определяет, как «рамки» внедряются в новости политическими акторами, как журналисты их используют в написании текстов и как аудитория интерпретирует эти «рамки». Караги и Роэфс изучают рамочный анализ в связи с идеологической ролью средств массовой информации, так как изучение процессов фрейминга позволяет найти связь между новостями и разделением власти в обществе (по их мнению, «рамки» — это отпечатки власти).

## История развития
Истоки этой методологии находят в начале 1970-х годов, и её пионером был Ирвинг Гофман, который считал, что если индивидуум узнает определенное событие, его реакция скорее всего будет ограничена рамками или схемами интерпретации — «первичными рамками» (англ. primary frameworks). Все первичные рамки той или иной социальной группы являются центральным элементом её культуры. В конце 1970-х Такман развила идеи Гофмана: «Рамки (frames) превращают непонятный хеппенинг или аморфную беседу в очевидное событие… Новостные рамки (англ. news frame) одновременно организуют ежедневную реальность и являются её частью и упаковкой».
В 1980-х «рамки» уже воспринимались как «медиаупаковки, центральной организационной идеей которых является понимание соответствующих событий». Такие «упаковки» имели успех в медиадискурсе благодаря комбинации культурного резонанса, действий автора и соответствия нормам и практики СМИ. В 1990-х framing analysis получил мощный толчок в развитии благодаря Энтману, который прояснил его терминологию и методологию. В частности, он определил «рамки» как «схемы обработки информации, которые имеют место в особенностях новостного текста и которые усиливают специфическое восприятие и понимание событий. Новостные рамки (news frames) возникают и воплощаются в ключевых словах, метафорах, концепциях, символах и визуальных образах, которые подчеркиваются в тексте новостей». Эти компоненты «рамок» часто совпадают с устоявшимся в обществе дискурсом и формируют такой образ мышления о определенное событие, который уже знаком аудитории из предыдущего опыта.

## Применение
Метод позволяет выявить манипулирование общественным мнением в тех случаях, когда в сообщениях СМИ имеет место фрейминг. Такие исследования являются довольно тяжелыми, поскольку обнаружить фрейминг сложнее, чем agenda-setting.

### Методология
Методология рамочного анализа включает два типа источников (или инструментов) — логические инструменты (англ. reasoning devices) и инструменты фрейминга (англ. framing devices). Первые объясняют происшествие, а другие его характеризуют. Итак, логические инструменты предоставляют объяснения или причину основной позиции: это так называемые «корни события» (интерпретация причин происшествия), его последствия и принципиальность.
Инструменты фрейминга включают:
- источники (все лица, которые были процитированы в тексте);
- ключевые слова (те, что появляются в заголовке, а затем повторяются в тексте;
- слова, имеющие большую «видимость» из-за их размещения в тексте или культурного резонанса с аудиторией);
- метафоры;
- основание (лицо или группа лиц, которые идентифицируются как причина проблемы или её решения).

Анализируя текст, исследователь читает каждую историю, которая попала в его выборку, пытаясь определить специфические инструменты фрейминга.

### Механизм использования
Пониманию того, как работают «рамки», способствуют такие концепции, как «видимость», «форматирование» и «важность» (англ. salience, sizing and importance). «Рамки» освещают сведения об объектах сообщения, предоставляя им таким образом «видимость», то есть делая их более заметными, понятными и запоминающимися. Более «видимой» информацию можно сделать, поместив её в начале или в конце текста, а также часто повторяя её или ассоциируя с культурно подобными символами. «Форматирование» является сутью фрейминга — это преувеличение или преуменьшение элементов изображаемой реальности для большей или меньшей «видимости». Кроме слов и образов, использованных для изображения реальности, большое значение имеет также «важность» — то, насколько много информации о событии и на каком месте (на первой или предпоследней странице) представляет средство массовой информации.